# Ландейло
Ландѐйло (на уелски: Llandeilo, изговаря се по-близко до Хландѐйло) е град в Южен Уелс, графство Кармартъншър. Разположен е около река Тауи на около 40 km на северозапад от столицата Кардиф. На 15 km на запад от Ландейло се намира главният административен център на графството Кармартън. На около 18 km на юг от Ландейло се намира най-големият град в графството Ланели. Първите сведения за града датират от 12 век, когато тук е построен замък. Днес руините на замъка Динефур Касъл са туристическа атракция. Шосеен транспортен възел. Има жп гара. Населението му е около 2000 жители според данни от преброяването през 2001 г.

## Побратимени градове
- Льо Конк Франция